# Kavaklıboğaz, Hazro
Kavaklıboğaz là một xã thuộc huyện Hazro, tỉnh Diyarbakır, Thổ Nhĩ Kỳ. Dân số thời điểm năm 2008 là 720 người.